# Nieuw-Schoonebeek

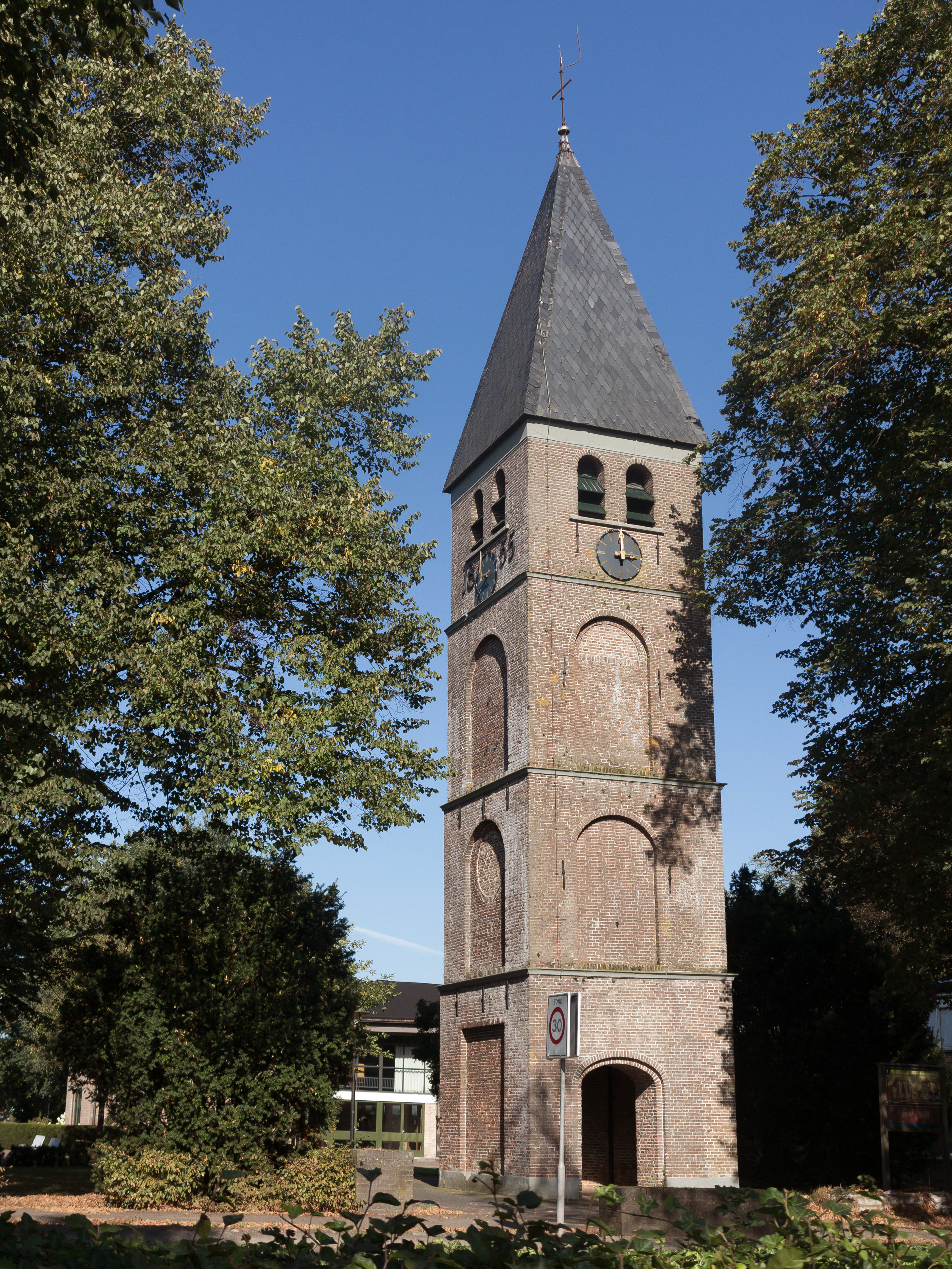
Le clocher séparé

Nieuw-Schoonebeek est un village néerlandais situé dans la commune d'Emmen, en province de Drenthe. Le 1er janvier 2004, le village comptait 1 320 habitants.